# Freestyle-Skiing-Juniorenweltmeisterschaften 2026
Die 19. FIS Freestyle-Skiing-Juniorenweltmeisterschaften sollen vom 2. bis 7. März in Calgary (Kanada) in den Disziplinen Slopestyle, Big Air, Halfpipe und Rail sowie vom 19. bis 23. März in Airolo (Schweiz) in den Disziplinen Moguls und Aerials stattfinden.

## Programm
Erstmals sollen Wettkämpfe im Rail Event ausgetragen werden. 